# Eva Šuranová
Eva Šuranová, född den 24 april 1946 i Ózd, Tjeckoslovakien, död 31 december 2016, var en tjeckoslovakisk friidrottare inom längdhopp.
Hon tog OS-brons i längdhopp vid friidrottstävlingarna 1972 i München.